# Вакф
Вакф (араб. وقف‎ — букв. «остановка», «приостановление», «удержание»), вакуф, хабус — в мусульманском праве имущество, переданное государством или отдельным лицом на религиозные или благотворительные цели. В вакф может входить как недвижимое, так и движимое неотчуждаемое имущество, но лишь приносящее пользу (доход) и нерасходуемое (например, в вакф не могут быть переданы деньги). Посвящающий своё имущество в вакф называется учредителем вакфа.
- Законный вакф, основанный на мусульманском праве, предполагал полную утрату учредителем прав на переданное имущество.
- Обычный вакф (в отличие от законного, называвшийся вакфалет) закреплял за потомками учредителя право получения части дохода от вакфа. Возникновение вакфалета («обычного вакуфного права») объясняется в том числе стремлением собственников оградить имущество от широко практиковавшихся на Востоке захватов, конфискаций и произвола властей. Тем самым вакф служил известной гарантией спокойного пользования имуществом[1].

Согласно мусульманскому праву вакуфное имущество (будь то земля, постройки и т. д.) перестает быть собственностью дарителя, но и не становится собственностью того, кто получает право пользования доходом, получаемым от него. Собственность, переданная в вакф, трактуется как благотворительное учреждение, доходы от которого тем или иным образом идут на нужды мусульманской общины (уммы). Принципиально здесь то, что при передаче имущества в вакуф действие права собственности как бы останавливается (вакуфа), и ни даритель, ни государство уже не могут в принципе изменить статус этого имущества. Институт вакуфного имущества исходит из признания верховного права собственности на такое имущество за Аллахом и использования его на религиозно-благотворительные цели.
Аналогии, иногда проводимые между вакфом и отношениями доверительной собственности, достаточно ограничены (вакф ближе к англосаксонскому трасту): 
- По ГК РФ передача имущества в доверительное управление не влечёт за собой перехода права собственности на него к доверительному управляющему, в то время, как бывший собственник имущества, передаваемого в вакф, права собственности на него лишался.
- На имущество, переданное в доверительное управление, может быть наложено взыскание; вакф же неотчуждаем, и так далее.

## История
Некоторые историки утверждают, что сам институт траста появился в XII—XIII веках в Западной Европе под воздействием вакфа, с которым столкнулись крестоносцы.
Создание вакфа возможно в письменном виде или путём публичного оглашения в мечети. Вакф вступает в силу немедленно и не может быть отозван. Для управления вакфом назначается особое лицо (мутаваллий); учредитель может указать способы расходования полученного дохода. В Османской империи использовалась практика назначения мутавалли самого учредителя или его детей для гарантии получения дохода. Возможна передача имущества в вакф в завещании, но в этом случае не может быть передано больше одной трети состояния.
Впервые появился в VII—VIII веках в Халифате и распространился на все мусульманские страны. С XI века вакф становится заметным в жизни общества. Надзор за правильностью расходования средств осуществлял кади или попечитель (назир). При Фатимидах в Египте возникли специальные ведомства по надзору над вакфами (диван аукаф, диван хубус).
С XII века вакф стал основным источником средств для мусульманских культовых учреждений. В XIX веке треть всех земель Османской империи входила в вакфы. Несмотря на последовавшие секуляризации, вакф сохранился до настоящего времени в некоторых странах, например, в Саудовской Аравии и Израиле.

### Другие значения
В наиболее широком (и ныне малоупотребительном) смысле вакф обозначал все земли, с которых платится государственный поземельный налог — харадж.

## Вакф в Российской империи
До революции в мусульманских регионах России вакф был главным источником существования мечетей, школ и благотворительных учреждений. Распространены были вакфы в среднеазиатских ханствах, где в этом статусе находилось около половины обрабатываемой земли (в Турции тот же показатель доходил до двух третей). В России вакф был распространён в Русском Туркестане, в отдельных областях Кавказа и в Крыму. Вакуфное право существовало также в Персии, Афганистане, Индии.
Помимо земель, объектами вакфа становились другие объекты общественного пользования — строения, караван-сараи, бани, мельницы и пр. Акт установления вакфа совершался добровольным заявлением учредителя в присутствии казия[уточнить] (судьи), который составлял и выдавал вакуфный документ — вакф-наме. Пожертвование в форме вакфа рассматривалось как одно из тех особых добрых дел, которые, по образному выражению мусульманского предания, могли быть и после смерти «внесены в закрытую уже книгу деяний покойного».
Управление вакуфным имуществом передавалось мутаваллию — управляющему, которого указывал учредитель вакфа и утверждал казий. Труд мутаваллия оплачивался из доходов вакфа.
Исторически создавались и другие отступления от строгих требований мусульманского права в отношении вакфов. Так, вакуфные земли местами отдавались в бессрочную наследственную аренду с предоставлением арендатору права (и внося за это определённую плату, выполняя повинности или отдавая часть дохода — до половины урожая) возводить постройки, селиться на этих землях и т. п. — так называемые населённые вакфы. Таким образом на почве вакуфного права воссоздавались феодальные или полуфеодальные отношения.
Царское правительство, с одной стороны, не считало возможным ликвидировать вакуфное право по причине его глубокого укоренения в системе отношений. С другой — осложнило процедуру признания и регистрации настолько, чтобы возможное меньшее число вакфов могли быть учреждены: вакф, учреждённый в полном соответствии с законом, по закону Российской империи освобождался от государственных налогов. В результате статус вакфов, официально признанных по закону, на момент Октябрьской революции имели лишь 10 % фактически существующих вакфов.
22 марта 1829 года был подписан указ "О вакуфских в Крыму имениях", который регламентировал систему вакуфной собственности в регионе. Он разъяснял общие правила этого вида собственности и разводил понятия духовного и частного вакуфов. Вакуфы являлись "неприкосновенною собственностью Магометанского Духовенства" и находились в попечении муфтия и Таврического духовного магометанского правления, которые несли ответственность перед Главным управлением духовными делами иностранных исповеданий. Однако эта структура Министерства духовных дел и народного просвещения ещё не была сформирована и фактически не имела четких руководящих полномочий.
В Башкортостане первый вакф отмечен в 1829 году, когда Г. Г. Ибраев передал 5 торговых лавок, приносивших доход до 200 руб. в год, на содержание построенных им на свои средства здания Стерлитамакской соборной мечети и двух медресе.
Передача земли в вакф ограничивалась «Положением о башкирах» от 14 мая 1863 года и дополнениями к нему от 2 июля 1865, Законом от 10 февраля 1869 года. В соответствии с положением мечети, медресе и мектебы не могли принимать в дар вотчинные земли башкир. Земли могли быть отданы в вакф, только с особого разрешения губернских правлений, иногда с разрешения самого императора.

## В СССР
В первые месяцы революционных преобразований в Средней Азии по инициативе, исходившей с мест, многие вакфы были изъяты в общегосударственный фонд. С теоретической точки зрения, ничего не должно было измениться: одну форму общественной собственности преобразовали в другую. Но на практике в некоторых местах это привело к волнениям. Рассмотрев поступавшие в Москву жалобы, Народный комиссариат по делам национальностей РСФСР (нарком — И. В. Сталин) указал в срочном порядке отменить допущенные в этом вопросе перегибы. В частности:
- все религиозные вакфы были возвращены мечетям.
- все «населённые вакфы» были безвозмездно переданы, на основании Закона о трудовом землепользовании, дехканам, в пользовании которых эти участки находились
- вакфы просветительного назначения на первом, переходном этапе, были переданы в управление особой комиссии. При этом, во исключение из закона об отделении школы от церкви, в состав этих комиссий наряду с представителями Наркомпроса, вошли и представители мусульманского духовенства — см. декрет от 10 июня 1922 года № 75.

В дальнейшем, вакфы просветительного назначения в Туркестане были переданы от временных комиссий в ведение Народного комиссариата просвещения Туркреспублики, в составе которого было образовано Главное вакуфное управление. Декретами № 164 от 22 октября 1922 года и № 173 от 28 декабря 1922 года на местах в составе исполкомов были образованы специальные вакуфные отделы.
Политика Советского правительства в отношении вакфов ставила своей задачей, «временно сохраняя вакуфное право, придать ему такую конструкцию и так организовать управление вакуфным делом, чтобы согласовать его с задачами советского строительства и направить деятельность вакуфных учреждений в область этих задач, в частности, школьного дела».
К вопросу о вакфах советская власть вновь возвращалась в 1925 году, при вхождении Бухары и Хорезма в состав СССР. При этом вакфы, принадлежавшие мечетям, были переданы в пользование соответствующим религиозным общинам.

## Проблематика вакфов в Российской Федерации
В Татарстане закон о вакфе был принят в 1999 году. Из-за партнерства государственных органов и наличия местного Закона «О свободе совести и религиозных объединений» с соответствующим положением о вакфах, до 90 процентов вакуфной собственности было возвращено мусульманским общинам. В феврале 2008 г. прокурор Республики Татарстан опротестовал местное положение о вакфах, как отсутствующее в федеральном законодательстве. Президенту Татарстана пришлось вносить в закон изменения. Положение о вакуфном имуществе было сохранено, но с оговоркой, что данная сфера регулируется федеральным законодательством. Таким образом, было принято решение, которое де-факто прекратило действие республиканского положения о вакфах. После этого предпринимались неоднократные попытки ввести понятие вакуфной собственности в федеральное законодательство.